# Snigeldynamit
Snigeldynamit eller stenspräckarpulver är en kemisk blandning som expanderar när den stelnar. Den kan på det viset till exempel spräcka sten om den hällts i ett borrhål. Vanliga sprängämnen kan vara olämpliga intill hus till exempel och då går det bättre med snigeldynamit.
Dessa produkter innehåller ämnen som sväller med stor kraft i kontakt med vatten. Typiskt är det kalciumoxid ("bränd kalk") som används, vanligen i kombination med mindre mängder (upp till 5 eller kanske 10%) portlandcement. Det är troligt att viss kornstorleksfördelning och kanske modifierande ämnen som fördröjer (eller mindre troligt skyndar på) kalkens hydratisering används för att få en bra produkt. Spräckning genom hydratisering av bränd kalk har använts åtminstone sedan 1900-talets början (i pennsylvanska antracitgruvor), då sannolikt utan någon avancerad produktkontroll för kalken.